# Fred Gaisberg
Frederick William Gaisberg (né le 1er janvier 1873 – mort le 2 septembre 1951) est un musicien né aux États-Unis, ingénieur du son et l'un des premiers « producteurs » de musique classique pour le phonographe et le gramophone. Il n'utilisa pas pour lui-même le terme de « producteur » et n'était pas un imprésario comme son protégé Walter Legge de EMI ou un innovateur comme John Culshaw (en) de Decca. Gaisberg se concentra sur le repérage des talents et l'incitation des artistes à participer à des enregistrements pour le gramophone, récemment mis au point.
Gaisberg commença à travailler dans l'industrie de l'enregistrement dès sa jeunesse aux États-Unis, devenant l'un des pionniers des premiers enregistrements. Il travailla aussi comme accompagnateur au piano. 
En 1898, il rejoignit la Gramophone Company basée en Angleterre pour son premier poste d'ingénieur du son. En 1902, il enregistra des chants avec le ténor Enrico Caruso pour les disques RCA Victor, et cet enregistrement fit sensation. En 1921, Gaisberg devint directeur artistique de HMV, dans le cadre de son département artistique international. Après 1925, il se concentra sur la direction artistique. En 1939, il prit sa retraite mais continua comme consultant pour l'industrie du disque jusqu'en 1940.

## Biographie

### Ses jeunes années
Fred Gaisberg est né dans le Washington. Son père Wilhelm était le fils d'un immigrant allemand. Il fit ses études à Washington et fut choriste à la St. John's Episcopal Church.
Doté d'un talent musical précoce, il découvrit la technique de l’enregistrement qui était débutante dès le début des années 1890 et obtint un travail pour la Graphophone Company. La faible qualité sonore et surtout la durée brève de ces enregistrements en faisait plus un amusement nouveau qu'un moyen sérieux pour reproduire la musique. Lors de cette première décennie de l'industrie de l'enregistrement, le format en place était celui de l'enregistrement sur cylindre, qui fut remplacé progressivement par le disque plat inventé par Émile Berliner. Fred Gaisberg joua un rôle important dans la guerre entre ces deux formats, aidant à l'établissement du 78 tours comme standard pour le matériel d'impression des disques.

### La compagnie "Gramophone" et "HMV": la "voix de son maître"
En 1898, la Gramophone Company fut constituée à Londres. Gaisberg, du fait de son travail précédent d'accompagnateur au piano et d'ingénieur du son pour le compte d'Emile Berliner, quitta New York pour Londres et rejoignit la Gramophone Company pour en être son premier ingénieur du son. Il atterrit à Liverpool avec son matériel d'enregistrement, une bicyclette de $25 et des introductions de la part d'Émile Berliner. Parmi les premiers enregistrements réalisés à Londres, il y en a plusieurs avec Syria Lamonte, un chanteur australien travaillant au restaurant Rules à Covent Garden. Puis Fred Gaisberg fut le premier à enregistrer le ténor Enrico Caruso, à Milan le 11 avril 1902. La voix est bien rendue malgré le caractère primitif de l'équipement de cette époque, et l'entreprise s’avéra rentable financièrement mais aussi du point de vue artistique. L'enregistrement de Caruso fut publié en 1903 comme le premier du label Victor Red Seal (le phoque rouge), et le premier enregistrement de Nipper, le chien de "La Voix de son maître" le logo de (HMV), écoutant le pavillon du gramophone. L'enregistrement de Caruso chez RCA Victor se vendit très largement et en fit en retour une star internationale. Caruso lui-même dit : « Mon enregistrement Victor tiendra lieu de biographie ».
Le frère de Gaisberg travailla avec lui. Ils firent signer et enregistrèrent des stars internationales telles que Adelina Patti, Francesco Tamagno, Feodor Chaliapine, Beniamino Gigli, Nellie Melba, John McCormack et Fritz Kreisler. Fred Gaisberg fut le seul producteur d'enregistrement du castra (Alessandro Moreschi du chœur de la Chapelle Sixtine et la première personne à produire des enregistrements en Inde et au Japon. Il réalisa le premier enregistrement gramophone de Gauhar Jaan chantant un khayal (en), le 2 novembre 1902. Cette session prit place un studio improvisé dans deux pièces d'un hôtel de Calcutta. Au Japon, il enregistra plus de 270 titres en un seul mois en 1903. Fred Gaisberg fit de nombreux voyages dans la Russie avant la période révolutionnaire, où ses enregistrements aidèrent à développer l'une des plus larges séries d'enregistrements de musique de ce nouveau marché. Il réalisa le premier enregistrement du ténor russe Vladimir Rosing (en).
Contrairement à ses successeurs Legge et Culshaw (en), Fred Gaisberg ne considérait pas dans ses fonctions d'influencer la manière dont les artistes réalisaient leurs œuvres. Il pensait que les meilleurs artistes devaient être eux-mêmes, mais il devait capturer fidèlement leurs performances sur son disque avec la meilleure sonorité. Il dit à un de ses collègues, qu'il « voyait sa tache simplement comme un photographe du son » sur la face d'un disque aussi exactement que possible au cours de la séance d'enregistrement.

### Les dernières années
En 1921, Gaisberg devint directeur artistique de HMV (La Voix de son maître) le nouveau département artistique international constitué alors par HVM. Après l'introduction de l'enregistrement avec le (microphone) électronique en 1925, il délégua son rôle de producteur et se concentra sur celui du management des artistes et de leur répertoire. Il resta directeur artistique après la fusion de HMV (La voix de maitre) et de Columbia en 1931, participant à la création de Electric and Musical Industries (EMI Group). Les enregistrements réalisés sous sa supervision comprennent la série des symphonies, concertos et autres œuvres majeures de Edward Elgar.
Avec Bernard Shaw, la BBC et d'autres, Gaisberg fut en partie responsable d'avoir persuadé Elgar d'écrire la Symphonie nº 3 d'Edward Elgar, bien que le compositeur fut décédé avant la symphonie ne fut achevée (elle fut mise en forme dans sa présentation symphonique que quatre décennies plus tard par Anthony Payne.)
Fred Gaisberg refusa l'offre de prendre la direction de HMV "La Voix de son maître", préférant rester un lien entre les artistes et la compagnie. À l'âge de 66 ans, en 1939, Fred Gaisberg se retira pour rester consultant pour EMI et continua à avoir une influence importante dans l'industrie du disque. Vers la fin des années 1940, il plaida en faveur des enregistrements de longue durée, introduits dans la pratique par les disques Columbia en 1948, et l'enregistrement stéréophonique, introduit en pratique seulement après sa mort.
Son dernier cadeau à la musique fut le projet de construction d'un espace d'enregistrement pour la musique classique, que constitue les Studios Abbey Road.
Un banquet fut donné à l'hôtel Savoy pour marquer sa retraite. Il y fut accueilli par des musiciens de renom aussi divers que Thomas Beecham, Gracie Fields, Richard Tauber et Arthur Rubinstein. Fred Gaisberg garda sa citoyenneté américaine jusqu'à la fin de sa vie et resta tout le long de sa vie célibataire.
Il décéda dans sa maison de Hampstead en 1951 à l'âge 78 ans et fut inhumé au cimetière de Hampstead.